# Complesso Calabride
Il Complesso Calabride è una formazione geologica della Calabria costituita dall'Unità di Castagna, dall'Unità di Polia-Copanello, dall'Unità di Monte Gariglione e dall'Unità di Longobucco.

## Descrizione delle unità
L'unità di Castagna affiora dalla Sila Piccola, a est della Valle del Crati e a nord delle Serre. È costituita da micascisti a granati, paragneiss biotitici con associate masse pegmatitiche e granitoidi.